# Surin (Vienne)
Surin é uma comuna francesa na região administrativa da Nova Aquitânia, no departamento de Vienne. Estende-se por uma área de 11,91 km². Em 2010 a comuna tinha 140 habitantes (densidade: 11,8 hab./km²).